# 福井謙二
福井 謙二（ふくい けんじ、1953年9月8日 - ）は、日本のフリーアナウンサー。元フジテレビアナウンサー。フジ・メディア・テクノロジー（旧東京フイルム・メート）所属。

## 来歴・人物
広島県広島市南区松原町出身。実家は広島駅から徒歩1分にある。
修道中学校・高等学校時代は放送部に所属。架空の広島東洋カープ初優勝実況中継（実際の初優勝は5年後）で、女子高校生に褒められたことでアナウンサーを志望する。慶應義塾大学商学部卒業後、1976年、フジテレビにアナウンサーとして入社。同期アナウンサーは陣内誠（2005年番組審議室へ異動、2010年から2015年までスタジオアルタ代表取締役専務）、長沢美雪。
入社後はスポーツ中継の第一線で試合実況を担当していたが『プロ野球ニュース』内で解説者との軽妙なやりとりが評判を得た影響からか、1991年の深夜番組『全日本ガイジン選手権』を皮切りにバラエティ番組へ進出。
2009年7月、堺正幸の後任としてアナウンス室長に就任。2011年6月29日からはアナウンス担当局長を兼務。2012年6月28日からは兼務していたアナウンス室長職を後輩の牧原俊幸に引継いだ。
2000年代後半からニッポン放送への出演機会があったが、2013年4月からはフジテレビアナウンサーの肩書きで、同じくフジサンケイグループの文化放送にて自身初となるラジオレギュラー番組『福井謙二 グッモニ』を担当した（2017年3月まで）。2013年9月末で定年退職。フジテレビ子会社となった番組制作会社「東京フイルム・メート」所属のフリーアナウンサーとしての活動を開始した。

## 音楽活動
後輩の三宅正治、青嶋達也と共にフジテレビアナウンサーによる音楽ユニット・F・MAPで歌手として活動した。アニメ『みどりのマキバオー』の主題歌「走れマキバオー」でメインボーカルを担当。
福井自身で作詞・作曲したCD「一人旅のすすめ」を2002年に発売している。自らがレコード会社のオーディションに応募したものであった。曲は全て自らの手作りで、作詞作曲、パソコンへ打ち込み、さらに生ギターを加え、デモ音源を制作した。
2008年には『アナ★バン!』の企画でかつての部下である高島彩と中野美奈子の早朝アイドルユニット「Early Morning」のデビュー曲「おいてけぼりのThirty」を作曲している。この時は、作曲兼プロデューサー「KEN」名義である。

## 出演

### 現在
- ～プロ野球ニュースでつづる～プロ野球黄金時代（フジテレビONE 2014年8月 - ）ナビゲーター

### 過去
テレビ報道・情報番組
| 期間          | 期間          | 番組名                      | 役職                         | 担当日     | 備考                                                       |
| ------------- | ------------- | --------------------------- | ---------------------------- | ---------- | ---------------------------------------------------------- |
| 1993年10月1日 | 1994年3月25日 | スーパータイム関東          | キャスター                   | 金曜日     | 1週間を振り返るローカルニュース番組として放送              |
| 1994年4月1日  | 1999年3月31日 | プロ野球ニュース            | キャスター                   | 平日       | それ以前から、サポートキャスターを担当                     |
| 1994年10月3日 | 1995年9月29日 | FNNニュース2:00             | シフト勤務キャスター         | （交替制） |                                                            |
| 1994年10月3日 | 1995年3月31日 | TVクルーズ となりのパパイヤ | コーナー進行役               | 平日       |                                                            |
| 1998年4月4日  | 2000年3月25日 | 土曜一番!花やしき           | 司会                         | 土曜日     |                                                            |
| 2000年4月1日  | 2001年3月31日 | ウォッ!チャ                 | 司会                         | 土曜日     |                                                            |
| 2001年4月1日  | 2002年3月31日 | EZ!TV                       | 『FNN EZ!TV NEWS』キャスター | 日曜日     | 番組開始から半年は、ワンコーナーである『EZマガジン』を兼務 |
| 2001年4月7日  | 2002年3月31日 | FNNレインボー発・あすの天気 | キャスター                   | 休日       |                                                            |
| 2001年4月7日  | 2002年3月30日 | ニュースJAPAN WEEKEND       | キャスター                   | 土曜日     |                                                            |
| 2002年10月7日 | 2004年3月31日 | F-2                         | 司会                         | 平日       |                                                            |
| 2004年4月5日  | 2004年9月29日 | F2-X                        | 司会                         | 月～水曜日 |                                                            |

テレビバラエティ番組・その他、ラジオ番組
- スター千一夜
- プロ野球中継（現：野球道）
- ギモンスタジアム（司会）
- 緊急警報放送テスト信号（ナレーション：1986年 - 1997年）
- 第7回FNS1億2,500万人のクイズ王決定戦!（司会）
- ダイヤモンドグローブ
- 全日本ガイジン選手権
- 料理の鉄人（実況）
- 週刊フジテレビ批評
- 平成教育委員会（教育実習生）
- 寺内ヘンドリックス（「ギタリスト宣言したアナウンサー」のコーナーでギターの演奏指導を行った）
- クイズ!ヘキサゴンII（問題出題）
- たまにはキンゴロー
- 夜鳴き弁天
- FNSの日
- 学校では教えてくれないこと!!
- これでいいのダ!日本列島あかるいニュース
- ダウンタウンのごっつええ感じ
- とんねるずのみなさんのおかげです
- SMAP×SMAP
- 社会の窓2
- タモリのジャポニカロゴス
- 絶景日本の健康歩き〜ウオーキングプラス〜
- クイズ王最強決定戦〜THE OPEN〜（フジテレビ721 不定期放送）
- 上柳昌彦 ごごばん!（ニッポン放送、2010年11月4日） - 「ごごばん!トークセッション」ゲスト
- 美少女H3 少女たちの異常体験 「血のような眼」 質問者役[3]
- 体育倉庫〜ジムくんとゆかいな仲間たち〜 ユカゾウ役（声優）
- 開局!フジテレビラジオ（ニッポン放送）
- 空中ブランコ 福井ッチ役（声優、画像）
- ギモンスタジアム（司会）
- 松本清張没後20年特別企画・市長死す 経理部長役（画像）
- アナ★バン!（不定期出演）
- フジアナスタジオ まる生（不定期出演）
- 文化放送ホリデースペシャル 吉田照美・福井謙二 グッド・サルバドール（文化放送、2013年3月20日）
- ほこ×たて（特番のみ、ほこ×たてカジノ支配人）
- 秘密のケンミンSHOW（読売テレビ、2016年6月2日、2016年12月8日）[注釈 3]
- 福井謙二 グッモニ（文化放送）（2013年4月1日 -2017年3月31日）[注釈 4]
- 開運！なんでも鑑定団（2017年10月31日・テレビ東京）
- ゆく時代くる時代〜平成最後の日スペシャル〜 第2部「きょうの料理は見た! 平成 味の三十年史」（2019年4月30日、NHK総合）[注釈 5]

### 映画
- ラブ×ドック（2018年5月11日、アスミック・エース） - 声の出演

### 劇場アニメ
- デジモンアドベンチャー3D デジモングランプリ!（実況）

### ゲーム
※ほとんどは声の出演である。
麻雀ゲームソフト
- プロロジック麻雀 牌神 - 1997年1月31日にスクウェアから発売されたPlayStation用ソフト。実況担当。

野球ゲーム
- パワーリーグシリーズ
  - スーパーパワーリーグ3 - 実況担当。
  - スーパーパワーリーグFX - 実況担当。また、試合結果を報告する『プロ野球ニュース』のキャスター（顔出し）としても登場（同僚の八木亜希子と共演）。
  - スーパーパワーリーグ4 - 実況担当。
- MLBシリーズ - かつて日本でソニー・コンピュータエンタテインメントから発売されていたPlayStation 2用メジャーリーグベースボールゲームシリーズ。いずれも実況担当。
  - MLB 2003
  - MLB 2004

データベースソフト
- 料理の鉄人 KITCHEN STADIUM TOUR（1996年、博報堂マルチメディアエンターテイメンツ、セガサターン版）

### 吹き替え
- ムタフカズ -MUTAFUKAZ-（ジョーイ、覆面バッタ男、ナレーション[4]）

### CM
- サントリーフーズ「ボス・グリーン」（「卓球のカットマン」編にて実況アナウンサー役…要潤、増田明美と共演）
- 味の素「グリナ」